# Antena 3 (Portugal)
Antena 3 es una emisora de radio portuguesa de ámbito nacional. Fundada en 1994, está especializada en música actual de ámbito alternativo y prioriza la difusión de artistas portugueses. Forma parte de la radiodifusora pública RTP.

## Historia
La emisora comenzó sus emisiones el 26 de abril de 1994, con una programación centrada en el público joven y en impulsar la industria musical portuguesa.
En aquella época adoptó la marca «Antena 3 RDP» en referencia a Radiodifusão Portuguesa, el ente público de radio. En 2004, tras completarse la reestructuración de la radiodifusión pública lusa, la emisora pasó a llamarse simplemente «Antena 3».
Desde 2010 hasta 2016, la cadena mantuvo dos emisoras temáticas de radio en internet: Antena 3 Rock y Antena 3 Dance. Ambas fueron cerradas con motivo de una reestructuración en RTP. 
Actualmente, Antena 3 mantiene una programación centrada en música alternativa, artistas portugueses y espacios culturales, con contenidos ampliados en su sitio web.